# Список астероїдів (152401—152500)
| Назва               | Тимчасове позначення | Дата відкриття    | Місце відкриття           | Відкривач                 |
| ------------------- | -------------------- | ----------------- | ------------------------- | ------------------------- |
| (152401) 2005 UQ294 | 2005 UQ294           | 26 жовтня 2005    | Обсерваторія Кітт-Пік     | Spacewatch                |
| (152402) 2005 US299 | 2005 US299           | 26 жовтня 2005    | Обсерваторія Кітт-Пік     | Spacewatch                |
| (152403) 2005 UT307 | 2005 UT307           | 27 жовтня 2005    | Обсерваторія Маунт-Леммон | Обсерваторія Маунт-Леммон |
| (152404) 2005 UE313 | 2005 UE313           | 29 жовтня 2005    | Каталінський огляд        | Каталінський огляд        |
| (152405) 2005 UF316 | 2005 UF316           | 25 жовтня 2005    | Обсерваторія Маунт-Леммон | Обсерваторія Маунт-Леммон |
| (152406) 2005 UM319 | 2005 UM319           | 27 жовтня 2005    | Обсерваторія Кітт-Пік     | Spacewatch                |
| (152407) 2005 UD322 | 2005 UD322           | 27 жовтня 2005    | Обсерваторія Кітт-Пік     | Spacewatch                |
| (152408) 2005 US322 | 2005 US322           | 28 жовтня 2005    | Каталінський огляд        | Каталінський огляд        |
| (152409) 2005 US323 | 2005 US323           | 28 жовтня 2005    | Сокорро (Нью-Мексико)     | LINEAR                    |
| (152410) 2005 UY333 | 2005 UY333           | 29 жовтня 2005    | Обсерваторія Маунт-Леммон | Обсерваторія Маунт-Леммон |
| (152411) 2005 UE340 | 2005 UE340           | 31 жовтня 2005    | Обсерваторія Кітт-Пік     | Spacewatch                |
| (152412) 2005 UA343 | 2005 UA343           | 31 жовтня 2005    | Каталінський огляд        | Каталінський огляд        |
| (152413) 2005 UG345 | 2005 UG345           | 29 жовтня 2005    | Обсерваторія Маунт-Леммон | Обсерваторія Маунт-Леммон |
| (152414) 2005 UW349 | 2005 UW349           | 27 жовтня 2005    | Паломарська обсерваторія  | NEAT                      |
| (152415) 2005 UT357 | 2005 UT357           | 31 жовтня 2005    | Обсерваторія Маунт-Леммон | Обсерваторія Маунт-Леммон |
| (152416) 2005 UW365 | 2005 UW365           | 27 жовтня 2005    | Обсерваторія Кітт-Пік     | Spacewatch                |
| (152417) 2005 UX373 | 2005 UX373           | 27 жовтня 2005    | Обсерваторія Кітт-Пік     | Spacewatch                |
| (152418) 2005 UX381 | 2005 UX381           | 25 жовтня 2005    | Сокорро (Нью-Мексико)     | LINEAR                    |
| (152419) 2005 UG382 | 2005 UG382           | 26 жовтня 2005    | Сокорро (Нью-Мексико)     | LINEAR                    |
| (152420) 2005 UH383 | 2005 UH383           | 27 жовтня 2005    | Сокорро (Нью-Мексико)     | LINEAR                    |
| (152421) 2005 UK384 | 2005 UK384           | 27 жовтня 2005    | Каталінський огляд        | Каталінський огляд        |
| (152422) 2005 UE386 | 2005 UE386           | 30 жовтня 2005    | Сокорро (Нью-Мексико)     | LINEAR                    |
| (152423) 2005 UK386 | 2005 UK386           | 30 жовтня 2005    | Каталінський огляд        | Каталінський огляд        |
| (152424) 2005 UJ393 | 2005 UJ393           | 27 жовтня 2005    | Станція Андерсон-Меса     | LONEOS                    |
| (152425) 2005 UL396 | 2005 UL396           | 26 жовтня 2005    | Паломарська обсерваторія  | NEAT                      |
| (152426) 2005 UW396 | 2005 UW396           | 27 жовтня 2005    | Каталінський огляд        | Каталінський огляд        |
| (152427) 2005 UM397 | 2005 UM397           | 28 жовтня 2005    | Сокорро (Нью-Мексико)     | LINEAR                    |
| (152428) 2005 UY397 | 2005 UY397           | 30 жовтня 2005    | Каталінський огляд        | Каталінський огляд        |
| (152429) 2005 UO398 | 2005 UO398           | 30 жовтня 2005    | Обсерваторія Кітт-Пік     | Spacewatch                |
| (152430) 2005 UX406 | 2005 UX406           | 30 жовтня 2005    | Обсерваторія Маунт-Леммон | Обсерваторія Маунт-Леммон |
| (152431) 2005 UV408 | 2005 UV408           | 31 жовтня 2005    | Обсерваторія Маунт-Леммон | Обсерваторія Маунт-Леммон |
| (152432) 2005 UZ414 | 2005 UZ414           | 25 жовтня 2005    | Обсерваторія Кітт-Пік     | Spacewatch                |
| (152433) 2005 UO438 | 2005 UO438           | 28 жовтня 2005    | Обсерваторія Кітт-Пік     | Spacewatch                |
| (152434) 2005 UV438 | 2005 UV438           | 28 жовтня 2005    | Обсерваторія Кітт-Пік     | Spacewatch                |
| (152435) 2005 UJ439 | 2005 UJ439           | 29 жовтня 2005    | Каталінський огляд        | Каталінський огляд        |
| (152436) 2005 UA440 | 2005 UA440           | 29 жовтня 2005    | Каталінський огляд        | Каталінський огляд        |
| (152437) 2005 UM442 | 2005 UM442           | 29 жовтня 2005    | Паломарська обсерваторія  | NEAT                      |
| (152438) 2005 UO442 | 2005 UO442           | 29 жовтня 2005    | Паломарська обсерваторія  | NEAT                      |
| (152439) 2005 UP446 | 2005 UP446           | 29 жовтня 2005    | Каталінський огляд        | Каталінський огляд        |
| (152440) 2005 UN447 | 2005 UN447           | 29 жовтня 2005    | Каталінський огляд        | Каталінський огляд        |
| (152441) 2005 UE449 | 2005 UE449           | 30 жовтня 2005    | Обсерваторія Кітт-Пік     | Spacewatch                |
| (152442) 2005 US455 | 2005 US455           | 29 жовтня 2005    | Каталінський огляд        | Каталінський огляд        |
| (152443) 2005 UY460 | 2005 UY460           | 28 жовтня 2005    | Обсерваторія Маунт-Леммон | Обсерваторія Маунт-Леммон |
| (152444) 2005 UV468 | 2005 UV468           | 30 жовтня 2005    | Обсерваторія Кітт-Пік     | Spacewatch                |
| (152445) 2005 UF473 | 2005 UF473           | 30 жовтня 2005    | Обсерваторія Маунт-Леммон | Обсерваторія Маунт-Леммон |
| (152446) 2005 UQ476 | 2005 UQ476           | 24 жовтня 2005    | Паломарська обсерваторія  | NEAT                      |
| (152447) 2005 US476 | 2005 US476           | 24 жовтня 2005    | Паломарська обсерваторія  | NEAT                      |
| (152448) 2005 UZ484 | 2005 UZ484           | 22 жовтня 2005    | Каталінський огляд        | Каталінський огляд        |
| (152449) 2005 UK491 | 2005 UK491           | 24 жовтня 2005    | Станція Андерсон-Меса     | LONEOS                    |
| (152450) 2005 UK496 | 2005 UK496           | 26 жовтня 2005    | Станція Андерсон-Меса     | LONEOS                    |
| (152451) 2005 UA501 | 2005 UA501           | 27 жовтня 2005    | Каталінський огляд        | Каталінський огляд        |
| (152452) 2005 UB501 | 2005 UB501           | 27 жовтня 2005    | Каталінський огляд        | Каталінський огляд        |
| (152453) 2005 UP501 | 2005 UP501           | 27 жовтня 2005    | Каталінський огляд        | Каталінський огляд        |
| 152454 Darnyi       | 2005 VS2             | 3 листопада 2005  | Обсерваторія Піскештето   | К. Сарнецкі               |
| (152455) 2005 VN7   | 2005 VN7             | 11 листопада 2005 | Обсерваторія RAS          | Роберт Гатсебо            |
| (152456) 2005 VF8   | 2005 VF8             | 1 листопада 2005  | Обсерваторія Кітт-Пік     | Spacewatch                |
| (152457) 2005 VT13  | 2005 VT13            | 3 листопада 2005  | Каталінський огляд        | Каталінський огляд        |
| (152458) 2005 VY13  | 2005 VY13            | 3 листопада 2005  | Каталінський огляд        | Каталінський огляд        |
| (152459) 2005 VG15  | 2005 VG15            | 1 листопада 2005  | Станція Андерсон-Меса     | LONEOS                    |
| (152460) 2005 VY16  | 2005 VY16            | 3 листопада 2005  | Сокорро (Нью-Мексико)     | LINEAR                    |
| (152461) 2005 VL43  | 2005 VL43            | 5 листопада 2005  | Сокорро (Нью-Мексико)     | LINEAR                    |
| (152462) 2005 VF71  | 2005 VF71            | 1 листопада 2005  | Обсерваторія Маунт-Леммон | Обсерваторія Маунт-Леммон |
| (152463) 2005 VE77  | 2005 VE77            | 4 листопада 2005  | Сокорро (Нью-Мексико)     | LINEAR                    |
| (152464) 2005 VD81  | 2005 VD81            | 5 листопада 2005  | Обсерваторія Кітт-Пік     | Spacewatch                |
| (152465) 2005 VJ96  | 2005 VJ96            | 7 листопада 2005  | Сокорро (Нью-Мексико)     | LINEAR                    |
| (152466) 2005 VJ106 | 2005 VJ106           | 1 листопада 2005  | Сокорро (Нью-Мексико)     | LINEAR                    |
| (152467) 2005 VC114 | 2005 VC114           | 10 листопада 2005 | Обсерваторія Маунт-Леммон | Обсерваторія Маунт-Леммон |
| (152468) 2005 VN114 | 2005 VN114           | 10 листопада 2005 | Обсерваторія Фарпойнт     | Обсерваторія Фарпойнт     |
| (152469) 2005 VG124 | 2005 VG124           | 6 листопада 2005  | Обсерваторія Маунт-Леммон | Обсерваторія Маунт-Леммон |
| (152470) 2005 WJ    | 2005 WJ              | 19 листопада 2005 | Обсерваторія RAS          | Ендрю Лов                 |
| (152471) 2005 WE1   | 2005 WE1             | 21 листопада 2005 | Обсерваторія Столова Гора | Дж. Янґ                   |
| (152472) 2005 WZ3   | 2005 WZ3             | 23 листопада 2005 | Оттмарсайм                | Клодін Ріннер             |
| (152473) 2005 WS4   | 2005 WS4             | 20 листопада 2005 | Каталінський огляд        | Каталінський огляд        |
| (152474) 2005 WY5   | 2005 WY5             | 21 листопада 2005 | Станція Андерсон-Меса     | LONEOS                    |
| (152475) 2005 WD10  | 2005 WD10            | 21 листопада 2005 | Каталінський огляд        | Каталінський огляд        |
| (152476) 2005 WH19  | 2005 WH19            | 24 листопада 2005 | Паломарська обсерваторія  | NEAT                      |
| (152477) 2005 WE25  | 2005 WE25            | 21 листопада 2005 | Обсерваторія Кітт-Пік     | Spacewatch                |
| (152478) 2005 WP30  | 2005 WP30            | 21 листопада 2005 | Обсерваторія Кітт-Пік     | Spacewatch                |
| (152479) 2005 WF33  | 2005 WF33            | 21 листопада 2005 | Каталінський огляд        | Каталінський огляд        |
| (152480) 2005 WB56  | 2005 WB56            | 25 листопада 2005 | Обсерваторія Маунт-Леммон | Обсерваторія Маунт-Леммон |
| 152481 Stabia       | 2005 WY57            | 30 листопада 2005 | Обсерваторія RAS          | Ернесто Ґідо              |
| (152482) 2005 WG59  | 2005 WG59            | 21 листопада 2005 | Станція Андерсон-Меса     | LONEOS                    |
| (152483) 2005 WV59  | 2005 WV59            | 25 листопада 2005 | Паломарська обсерваторія  | NEAT                      |
| (152484) 2005 WX59  | 2005 WX59            | 26 листопада 2005 | Каталінський огляд        | Каталінський огляд        |
| (152485) 2005 WD64  | 2005 WD64            | 25 листопада 2005 | Обсерваторія Маунт-Леммон | Обсерваторія Маунт-Леммон |
| (152486) 2005 WJ74  | 2005 WJ74            | 27 листопада 2005 | Станція Андерсон-Меса     | LONEOS                    |
| (152487) 2005 WD77  | 2005 WD77            | 25 листопада 2005 | Обсерваторія Кітт-Пік     | Spacewatch                |
| (152488) 2005 WA79  | 2005 WA79            | 25 листопада 2005 | Обсерваторія Кітт-Пік     | Spacewatch                |
| (152489) 2005 WE89  | 2005 WE89            | 25 листопада 2005 | Обсерваторія Маунт-Леммон | Обсерваторія Маунт-Леммон |
| (152490) 2005 WX89  | 2005 WX89            | 26 листопада 2005 | Каталінський огляд        | Каталінський огляд        |
| (152491) 2005 WX90  | 2005 WX90            | 28 листопада 2005 | Каталінський огляд        | Каталінський огляд        |
| (152492) 2005 WM91  | 2005 WM91            | 28 листопада 2005 | Каталінський огляд        | Каталінський огляд        |
| (152493) 2005 WE92  | 2005 WE92            | 25 листопада 2005 | Обсерваторія Маунт-Леммон | Обсерваторія Маунт-Леммон |
| (152494) 2005 WK100 | 2005 WK100           | 28 листопада 2005 | Каталінський огляд        | Каталінський огляд        |
| (152495) 2005 WH104 | 2005 WH104           | 28 листопада 2005 | Каталінський огляд        | Каталінський огляд        |
| (152496) 2005 WA106 | 2005 WA106           | 29 листопада 2005 | Каталінський огляд        | Каталінський огляд        |
| (152497) 2005 WJ120 | 2005 WJ120           | 29 листопада 2005 | Обсерваторія Маунт-Леммон | Обсерваторія Маунт-Леммон |
| (152498) 2005 WS123 | 2005 WS123           | 25 листопада 2005 | Обсерваторія Маунт-Леммон | Обсерваторія Маунт-Леммон |
| (152499) 2005 WO155 | 2005 WO155           | 29 листопада 2005 | Паломарська обсерваторія  | NEAT                      |
| (152500) 2005 WX165 | 2005 WX165           | 29 листопада 2005 | Обсерваторія Маунт-Леммон | Обсерваторія Маунт-Леммон |